# Груз без маркировки
«Груз без маркиро́вки» — советский полнометражный художественный фильм Владимира Попкова о работе советских таможенников. Экранизация книги Владимира Мазура «Граница у трапа».

## Сюжет
Чиф, старший помощник капитана одного иностранного торгового судна «Pasadena», связан с международной наркомафией. В его задачу входит провезти на Запад крупную партию наркотиков в контейнерах без маркировки. (Маркировка должна быть поставлена позднее по указанию грузоотправителя). По пути ему приходит от своего преступного начальства задание — зайти в советский порт, якобы для бункеровки и погрузки на борт попутного груза.
В это время на таможне в советском порту исправно несёт свою службу молодой таможенник Евгений Стенько — обычный советский человек, спортсмен, комсомолец. Происшествий на таможне немного — разве что инциденты с мелкими контрабандистами, да ещё некоторые граждане желают провезти через границу незадекларированную валюту или товары народного потребления сверх установленных норм. Но вот транзитом в порт заходит странное иностранное торговое судно: капитан корабля находится в сильном алкогольном опьянении, матросы, отпущенные на берег, оказываются связанными с местными фарцовщиками, а груз на судно начинают почему-то грузить не в трюм, хотя там достаточно свободного места. Ответственный таможенник Стенько решает разобраться в тайнах загадочного судна…

## В ролях
- Алексей Горбунов — таможенник Евгений Стенько
- Владислав Галкин (в титрах — Владик Сухачёв) — Вовчик, друг Евгения Стенько
- Ольга Битюкова — Юлия, девушка Евгения Стенько
- Тыну Карк — Чиф, помощник капитана иностранного судна
- Арнис Лицитис — Хосе Феррачи, капитан береговой охраны
- Гедиминас Гирдвайнис — стюард, «Раджа»
- Борислав Брондуков — матрос-сторож на списанном судне
- Юрий Григорьев — Игорь
- Игорь Слободской
- Гиви Тохадзе — капитан
- Лина Шевченко — Мэй
- Сергей Пономаренко — «Лысый»
- Владимир Мсрян — «Ромеро»
- Александр Никитчин — «Ортопед»
- Виктор Полищук — инспектор таможни
- Николай Гудзь — «заболевший» матрос «Пасадены»
- Александр Вокач — канадец
- Юри Ярвет — мелкий контрабандист
- Валерий Гальперин — Саша «самбист»
- Вячеслав Дубинин — исполнитель трюков